# 重川 (山梨県)
重川（おもがわ）は、山梨県甲州市から同県山梨市へと流れる富士川水系笛吹川支流の一級河川。
全長18キロメートル。
旧塩山市（現山梨県甲州市塩山上萩原）の柳沢峠の下から発し、国道411号と類似したコースで裂石温泉・雲峰寺周辺から大菩薩連嶺を離れて甲府盆地を西流し、山梨市と笛吹市の市境で日川とともに笛吹川に合流する。
合流点付近は昔から「甲斐の三大水難所（万力堤、近津堤、竜王堤）」と呼ばれる。

## その他の施設
- 重川発電所 - 最大出力110kWの小水力発電所。公営温泉施設（甲州市交流保養センター大菩薩）内に所在[4]。